# Dahlia TV (azienda)
Dahlia TV S.r.l. era il nome della società creata da Telecom Italia Media al fine di conferire attività e personale afferente alla Pay per view di Cartapiù.
Dal 1º dicembre 2008 tale società è stata ceduta al gruppo scandinavo di AirPlus TV, di proprietà della famiglia Wallenberg, diventandone la controllata italiana.
Mediante la cessione, le due società hanno stabilito un accordo pluriennale relativo alla capacità trasmissiva per le attività di pay per view.
Telecom Italia Media è attualmente titolare del 9% del capitale sociale della nuova controllata italiana.
Nel 2009, il numero di abbonati era di circa 450 000 unità, ma il 31 gennaio 2011 dopo un'assemblea dei soci Airplus decise la chiusura di Dahlia TV e di fatto il 25 febbraio è avvenuta la chiusura della società televisiva.